# Autorisation d'engagement
En droit public français, les autorisations d'engagement sont des autorisations représentant la limite supérieure des dépenses pouvant être effectuées durant l'année. Elles sont valables seulement durant l'année en cours, mais leur montant non utilisé peut (sauf en matière de dépenses de personnel) être reporté sur l'année suivante.
Le terme a été introduit pour le budget de l'État par loi organique relative aux lois de finances de 2001 pour les collectivités territoriales par la loi n° 2003-132 du 19 février 2003 portant réforme des règles budgétaires et comptables applicables aux départements. 